# Xiao Zhi
Xiao Zhi (Luoyang, 28 de maio de 1985), é um ex-futebolista chinês que atuava como atacante. 

## Carreira
Iniciou sua carreira futebolista nas categorias de base do Guangzhou Evergrande. Jogou também no juvenil do Beijing Renhe. Considerado um jogador promissor, devido a sua altura, habilidade, velocidade e técnica chegou a ser elogiado de o "Klinsmann da China".

### Nanjing Yoyo
Como profissional atuou pelo Nanjing Yoyo entre os anos de 2003-2006, clube que disputava a segunda divisão chinesa e que foi extinto em 2010, após passar por diversos problemas financeiros. Em sua passagem pelo Nanjing Yoyo, disputou 61 jogos, marcando 17 gols.

### Honã Jianye
Em 2007, foi contratado pelo Honã Jianye. Jogou por oito anos (2007-2015) e atualmente é o clube em que mais disputou jogos em sua carreira. Foram 184 partidas e 23 gols marcados.

### Guangzhou R&F
Em 27 de janeiro de 2016, o atleta foi contratado pelo Guangzhou R&F, para disputar a Super League chinesa. Ele disputou 25 jogos no campeonato daquela temporada, e marcou 6 gols.

## Seleção Chinesa
Fez sua estreia pela Seleção Chinesa no ano de 2017, marcando um gol aos 25 minutos da primeira etapa em um jogo contra as Filipinas. Jogo que terminou com placar de 8x1 para a Seleção Chinesa.

## Títulos
Henan Jianye
- Primeira Liga Chinesa: 2013